# Colaspis cruriflava
Colaspis cruriflava är en skalbaggsart som beskrevs av Blake 1977. Colaspis cruriflava ingår i släktet Colaspis och familjen bladbaggar. Inga underarter finns listade i Catalogue of Life.